# Амосов, Антон Александрович
Антон Александрович Амосов (1854—1915) — русский поэт и публицист.

## Биография
Из известной династии архангельских купцов и корабелов Амосовых; потомственный почётный гражданин. Дальний родственник декабриста А. Г. Непенина. Рано потерял отца (1860). Окончил с похвальным листом Архангельскую реальную гимназию (1865—1875). Жил в Петербурге (1875—1880). Поскольку реалистам был закрыт путь в студенты, посещал вольнослушателем естественное отделение физико-математического факультета Петербургского университета.
В петербургский период жизни Амосов сотрудничал в газете «Русское обозрение», где (1877) поместил за подписью А-ов «Очерк Печорского края» и «Очерк Мезенского уезда Архангельской губернии», в которых описывал бедственное положение жителей и «ужасный гнет кулаков-эксплуататоров, забравшихся во все изгибы и складки жизни местного населения». В 1878 году там же были опубликованы его стихотворения «Фарисеям», «Тучи черные в небе носятся…» и «В дороге». Два последних вместе со статьей редактора газеты Г. К. Градовского послужили поводом к её закрытию.
Отдельные строфы из стихотворения «В дороге» вошли в состав революционной песни-реквиема «Вы жертвою пали в борьбе роковой…», а стихотворение «Идёт он усталый и цепи звенят…» пели политические ссыльные в Сибири.
В Петербурге Амосов сильно бедствовал. Поступил в Лесной институт (1879), но в 1880 году оставил учёбу. Вернулся в Архангельск, где прожил до конца жизни. Служил в канцелярии губернатора (1887—1889), затем в Тюремном комитете (1889—1891). Вышел в отставку (1893). В 1899 году вернулся на службу (чиновник особых поручений при губернаторе). Чиновник по крестьянским делам (1906—1913). В 1913 году вышел в отставку в чине коллежского асессора.
С момента основания (1908) Архангельского общества изучения русского севера был его действительным членом.